# 베타 붕괴

베타 붕괴(beta decay)는 핵물리학에서 방사성 감소 중 한 가지를 뜻하는 말로, 베타 입자가 (전자 혹은 양전자를 뜻함) 방출되는 방사성 감쇠를 말한다. 전자가 방출될 경우에는 "음의 베타 붕괴"(β-)라 부르며, 양전자가 방출될 경우에는 "양의 베타 붕괴"(β+)라 불린다.

## 음의 베타 붕괴 (β-)
음의 베타 붕괴(베타마이너스 붕괴)에서는, 다음과 같이 약한 상호작용에 의해 중성자(n0)가 양성자(p+)로 바뀌면서 전자(e-)와 전자 반중성미자({\displaystyle {\bar {\nu }}_{e}})를 방출하게 된다.
{\displaystyle n^{0}\rightarrow p^{+}+e^{-}+{\bar {\nu }}_{e}}.
기본 입자 수준에서 생각하면, 이러한 현상은 아래 쿼크(down quark)가 W- 보손을 방출하며 위 쿼크(up quark)로 바뀌는 과정으로 이해할 수 있다. 여기서 방출된 W- 보손은 곧 붕괴하여 전자와 반중성미자가 된다.
일반적인 붕괴식은
{\displaystyle {\ce {^{A}_{Z}X->_{Z{+}1}^{A}{Y}{+}\beta ^{-}{+}{\bar {\nu }}}}}
로 나타낼 수 있으며, {\displaystyle {\ce {\beta^-}}}는 음전자이고, {\displaystyle {\ce {\bar {\nu }}}}는 반중성미자이다. {\displaystyle {\ce {\nu}}}가 방출되는 운동에너지의 일부를 임의로 가지므로, 붕괴 후 운동에너지 스펙트럼은 연속적이다.

## 양의 베타 붕괴 (β+)
양의 베타 붕괴(베타플러스 붕괴)에서는 양성자가 에너지를 흡수하여, 다음과 같이 중성자로 바뀌면서 양전자(positron; e+)와 전자 중성미자({\displaystyle \nu _{e}})를 방출하게 된다.
에너지 {\displaystyle +p^{+}\,\rightarrow \,n^{0}+e^{+}+{\nu }_{e}}.
역시 기본 입자 수준에서, 이는 위 쿼크가 W+ 보손을 방출하고 아래 쿼크로 바뀌는 과정으로 볼 수 있으며, 방출된 보손은 곧 양전자와 중성미자로 붕괴한다.
일반적인 붕괴식은
{\displaystyle {\ce {^{A}_{Z}X->_{Z-1}^{A}Y{+}\beta ^{+}+\nu }}}
로 나타낼 수 있으며, 이때 {\displaystyle {\ce {\beta^+}}}는 양전자, {\displaystyle {\ce {\nu}}}는 중성미자이다. {\displaystyle {\ce {\bar {\nu }}}}가 방출되는 운동에너지의 일부를 임의로 가지므로, 베타플러스 붕괴 시 운동에너지 스펙트럼은 연속적이다.
베타 마이너스 붕괴와 다르게, 베타플러스 붕괴는 에너지를 필요로 하므로 (고립된) 양성자에게서 스스로 일어날 수 없다. (중성자의 질량이 양성자보다 크다는 사실을 상기하라.) 따라서 베타플러스 붕괴는 결합 에너지의 절댓값이 부모 원자핵보다 자식 원자핵에서 더 큰 경우에만 핵 내부에서 일어날 수 있다. 이 두 결합 에너지의 차이만큼이 양성자를 중성자, 양전자, 중성미자로 변환하는 데에 쓰이고, 그리고도 남는 에너지는 생성물의 운동 에너지로 전환된다.

## 전자 포획
전자포획은 중성자보다 양성자가 더 많은 방사성핵종에서 일어나는 붕괴현상으로 원자핵 내의 양성자가 주변의 전자를 포획하여 중성자로 변환된다.
일반적인 과정은
{\displaystyle {\ce {^{A}_{Z}X {+}e^- -> ^{A}_{Z-1}Y {+}\nu}}}
와 같이 표현되며, 포획한 전자의 빈자리를 메우기 위해 더 높은 에너지수준의 전자가 고유 X선을 방출하며 빈자리로 들어간다.
또한 베타붕괴와 달리 방출되는 {\displaystyle {\ce {\nu}}}가 일정한 운동에너지를 가지므로, 전자포획 후 운동에너지 스펙트럼은 불연속적이다. 전자포획은 양성자가 더 많을 때 일어나는 베타플러스 붕괴와 원자핵 내에서 경쟁적으로 일어나게 된다.
어떤 원자핵종이든, 결합 에너지의 차이가 충분하여 양의 베타 붕괴를 일으킬 수 있다면 전자 포획도 역시 가능해진다. 전자 포획에서는 다음과 같이 원자를 구성하는 전자를 핵이 "잡아먹으면서" 중성미자를 방출하게 된다. 물론 전자 포획이 일어나기 위해서는 원자핵 주위에 전자껍질이 조금이라도 있어야 가능하다.
에너지 {\displaystyle +p^{+}+e^{-}\rightarrow n^{0}+{\nu }_{e}}.
하지만 부모 핵과 자식 핵의 에너지 차이가 크지 않은 경우에는, 전자 포획이 유일한 붕괴 방법이 되며 양의 베타 붕괴는 불가능해진다.

## 핵변환
반응에 관여하는 양성자와 중성자가 원자핵에 속해 있는 경우, 이러한 붕괴에 의해 하나의 원소가 다른 원소로 바뀌게 된다. 예를 들면 다음과 같다.
{\displaystyle \mathrm {{}^{1}{}_{55}^{37}Cs} \rightarrow \mathrm {{}^{1}{}_{56}^{37}Ba} +e^{-}+{\bar {\nu }}_{e}} (음의 베타 붕괴),
{\displaystyle \mathrm {~_{11}^{22}Na} \rightarrow \mathrm {~_{10}^{22}Ne} +e^{+}+{\nu }_{e}} (양의 베타 붕괴),
{\displaystyle \mathrm {~_{11}^{22}Na} +e^{-}\rightarrow \mathrm {~_{10}^{22}Ne} +{\nu }_{e}} (전자 포획).
베타 붕괴가 일어나면 핵 내부 핵자의 개수(A)는 그대로이지만 전하(Z)가 바뀌게 된다. (음의 베타 붕괴에서는 Z가 하나 증가하고, 양의 베타 붕괴에서는 하나 감소한다.) 따라서 A가 같은 핵종을 통틀어 하나의 집합으로 생각할 수 있는데, 이를 동중핵 원소(isobaric element)라 부른다. 이들 중 최소한 하나는 "베타 붕괴에 대해 안정적"(beta stable)이다. (왜냐하면 질량이 가장 작은 핵종이 있을 것이고, 이 핵종은 외부에서 에너지가 주어지지 않는 한 더 무거운 핵으로 바뀔 수 없을 것이기 때문이다. 즉 질량 과잉(mass excess)의 국소 최솟값이 존재하기 때문인데, 이를테면 그러한 핵자가 (A, Z)의 값을 갖는다면, 이웃하는 핵자는 (A, Z−1)와 (A, Z+1)의 값을 가지되 더 높은 질량 과잉을 같게 되는데, 따라서 이것들이 (A, Z)로 가는 베타 붕괴는 성립하지만 그 역은 성립하지 않게 되는 것이다.) 하지만 베타 붕괴에 안정적인 원소라도 알파 붕괴 등 다른 방법으로 붕괴할 수도 있다. 자연계에 존재하는 대부분의 동위 원소는 베타 붕괴에 안정적이지만, 일부는 베타 붕괴를 일으킬 수 있음에도 불구하고 반감기가 핵합성 이후 흐른 시간에 비해 충분히 길어서 자연계에 아직 남아있기도 하다. 일례로 칼륨 40(40K)은 음의 베타 붕괴, 양의 베타 붕괴, 전자 포획을 모두 일으킬 수 있으며 반감기는 1.277×109 년이다.

## 이중 베타 붕괴
어떤 핵은 이중 베타 붕괴(ββ 붕괴)를 일으키기도 하는데, 이때 핵의 전하는 2 단위만큼 변한다. 대부분 이중 베타 붕괴가 실제로 의미있는 경우는 단일 베타 붕괴가 에너지 측면에서 불가능할 경우이다. 왜냐하면, 만약 단일/이중 베타 붕괴가 모두 가능한 경우엔 대부분 단일 베타 붕괴의 확률이 훨씬 커서, 이중 베타 붕괴를 관측하기가 거의 불가능하기 때문이다. 이런 이유로, 이중 베타 붕괴를 연구할 때에는 보통 (단일) 베타 붕괴에 안정한 핵을 대상으로 하게 된다. 이중 베타 붕괴 역시 단일 베타 붕괴와 마찬가지로 핵자의 개수 A를 바꾸지 않으므로, 주어진 A의 값을 갖는 핵 중 단일/이중 베타 붕괴 모두에 안정적인 핵이 최소한 하나는 존재해야 한다.
베타 붕괴는 양자역학의 섭동 이론으로 해석할 수 있으며, 따라서 붕괴 속도는 페르미 황금률을 따른다.

## 커리 도표(Kurie plot)
커리 도표(또는 ‘페르미-커리 도표’)는 베타 붕괴를 연구할 때 사용하는 그래프로서, 특정한 좁은 구역의 운동량(혹은 에너지)을 가지는 베타 입자의 개수의 제곱근을 페르미 함수로 나눈 다음, 결과값을 베타 입자 에너지의 함수로 간주하여 그래프로 그린 것이다. 페르미의 베타 붕괴 이론에 따라, 허용된 상태 전이와 일부 금지된 상태 전이가 각각 그래프 상에 직선으로 나타나게 된다.

## 역사
베타 붕괴의 연구는 최초로 중성미자의 존재에 대한 실마리를 제공했다는 역사적 의의가 있다. 1911년에 리제 마이트너와 오토 한은 베타 붕괴에서 발생하는 전자 에너지의 스펙트럼이 선 스펙트럼이 아닌 연속적인 스펙트럼이 됨을 실험으로 보였다. 이는 마치 붕괴 과정에서 에너지가 사라지는 것처럼 보였는데, 만약 그게 사실이라면 에너지 보존 법칙이 깨지는 것이었다. 또다른 문제는 질소-14 (14N) 원자핵의 스핀이 1이라는 것이었는데, 어니스트 러더퍼드가 제안한 원자 모델에 따르면 질소-14 원자핵의 스핀은 1/2이어야 했다. (러더퍼드의 모델에 따르면 질소-14 원자핵은 양성자 14개와 전자 7개로 구성된다. 물론 현재 알려진 바에 따르면 이 원자핵은 양성자와 중성자 각 7개씩으로 구성되어 있다.)
1920년에서 1927년 사이에, 찰스 엘리스(Charles D. Ellis)는 제임스 채드윅 등등과 수행한 공동 연구에서 베타 붕괴의 스펙트럼이 정말로 연속이라는 것을 논쟁의 여지가 없이 보여주었다.
볼프강 파울리는 1930년 쓰여진 유명한 편지에서, 원자핵 속에는 전자와 양성자 말고도 전하를 띠지 않은 지극히 가벼운 입자가 존재할 것이라고 예측하고, 이를 "중성자(neutron)"라고 불렀다. 그는 이 "중성자"가 베타 붕괴에서도 방출되는데 단지 아직 검출되지 않았을 뿐이라고 제안하였다. 1931년 엔리코 페르미는 파울리가 제안한 "중성자"를 "중성미자(neutrino)"로 이름을 바꾸었고, 1934년에 페르미의 상호작용 모델을 고안하여 베타 붕괴를 성공적으로 설명하였다. (핵을 구성하는 진짜 "중성자"는 1932년 채드윅에 의하여 발견되었다. 파울리의 예상과 달리 중성미자는 원자핵 속에 존재하지는 않는다.)

## 같이 보기
- 중성미자
- 입자 방사선
- 방사성 동위 원소